# Phil McConkey
Philip Joseph McConkey (Buffalo, 24 de fevereiro de 1957) é um ex-jogador profissional de futebol americano estadunidense. Ele foi campeão da temporada de 1986 da National Football League jogando pelo New York Giants.